# Pius N'Diefi
Pius N'Diefi, né le 5 juillet 1975 à Douala, est un footballeur international camerounais. Il évoluait au poste d'attaquant.

## Biographie

### Carrière de joueur
Formé au RC Lens, il est cantonné à l'équipe réserve et ne dispute qu'un seul match de Division 1 face à Strasbourg lors de la saison 1993-94. Il est prêté à l'ASOA Valence lors de la saison 1995-96. Il signe à l'été 1996 à Sedan. Il se fait remarquer par sa rapidité et son sens du but. Il enchaîne 2 montées consécutives en Division 2 (1998) et en Division 1 (1999) avec le club ardennais, disputant au passage une finale de Coupe de France perdue face à Nantes le 15 mai 1999.
C'est au cours de l'année 2000 qu'il reçoit sa première sélection avec les Lions Indomptables du Cameroun. Avec l'équipe nationale, il remporte deux Coupes d'Afrique des nations, et dispute une finale de Coupe des confédérations. Il quitte le CS Sedan-Ardennes en 2003 pour rejoindre le Qatar.
Il revient en Europe deux ans plus tard et effectue des passages en Belgique puis à Sedan, avant de rejoindre le Paris FC. En mars 2008, il résilie d'un commun accord son contrat avec le Paris FC, estimant ne pas avoir assez de temps de jeu. Il signe dans la foulée dans l'île de la Réunion à la JS Saint-Pierroise, et inscrit son tout premier but sous ses nouvelles couleurs à l'occasion de ses débuts avec l'ancien club de Jean-Pierre Papin et Roger Milla notamment, mais aussi de Florent Sinama-Pongolle et Guillaume Hoarau.
Le bilan de la carrière professionnelle de Pius N'Diefi est de 112 matchs en Division 1 française, pour 26 buts inscrits, 79 matchs en Division 2 française, pour 21 buts inscrits, et 6 matchs en première division belge. Il dispute également 4 matchs en Coupe de l'UEFA, pour un but inscrit, et 4 en Coupe Intertoto, pour 4 buts marqués.
En 2022, le magazine So Foot le classe dans le top 1000 des meilleurs joueurs du championnat de France, à la 773e place.

### Carrière d'entraîneur
Le 4 août 2022, Alioum Saïdou est nommé sélectionneur de l'équipe du Cameroun A' par la FECAFOOT et Pius devient par la même occasion son adjoint. Ensemble ils essaieront de qualifier le pays au CHAN 2022.

### Carrière
(août 2021).
- 1993-1995 : RC Lens  France
- 1995-1996 : ASOA Valence  France
- 1996-2003 : CS Sedan-Ardennes  France
- 2003-2005 : Al-Gharafa SC  Qatar
- 2005-2006 (jan) : Germinal Beerschot A.  Belgique
- 2006 : CS Sedan-Ardennes  France
- 2006-2008 : Paris FC  France
- mars 2008-2011 : JS Saint-Pierroise  La Réunion
- 2011-2012 : AS Fresnoy-le-Grand  France
- 2012-2013 : Amicale de Fayet  France
- 2013-2020 : Harly Quentin Sport  France

## Palmarès
- 32 sélections et 2 buts avec l'équipe du Cameroun entre 2000 et 2005[4]
- Vainqueur de la Coupe d'Afrique des nations en 2000 et 2002 avec le Cameroun
- Finaliste de la Coupe des confédérations en 2003 avec le Cameroun
- Finaliste de la Coupe de France en 1999 avec Sedan
- Champion de la Réunion en 2008 avec la JS Saint-Pierroise
- Vainqueur de la coupe de Picardie avec l'AS Fresnoy le grand en 2012.